# Max Landsberg (Bildhauer)

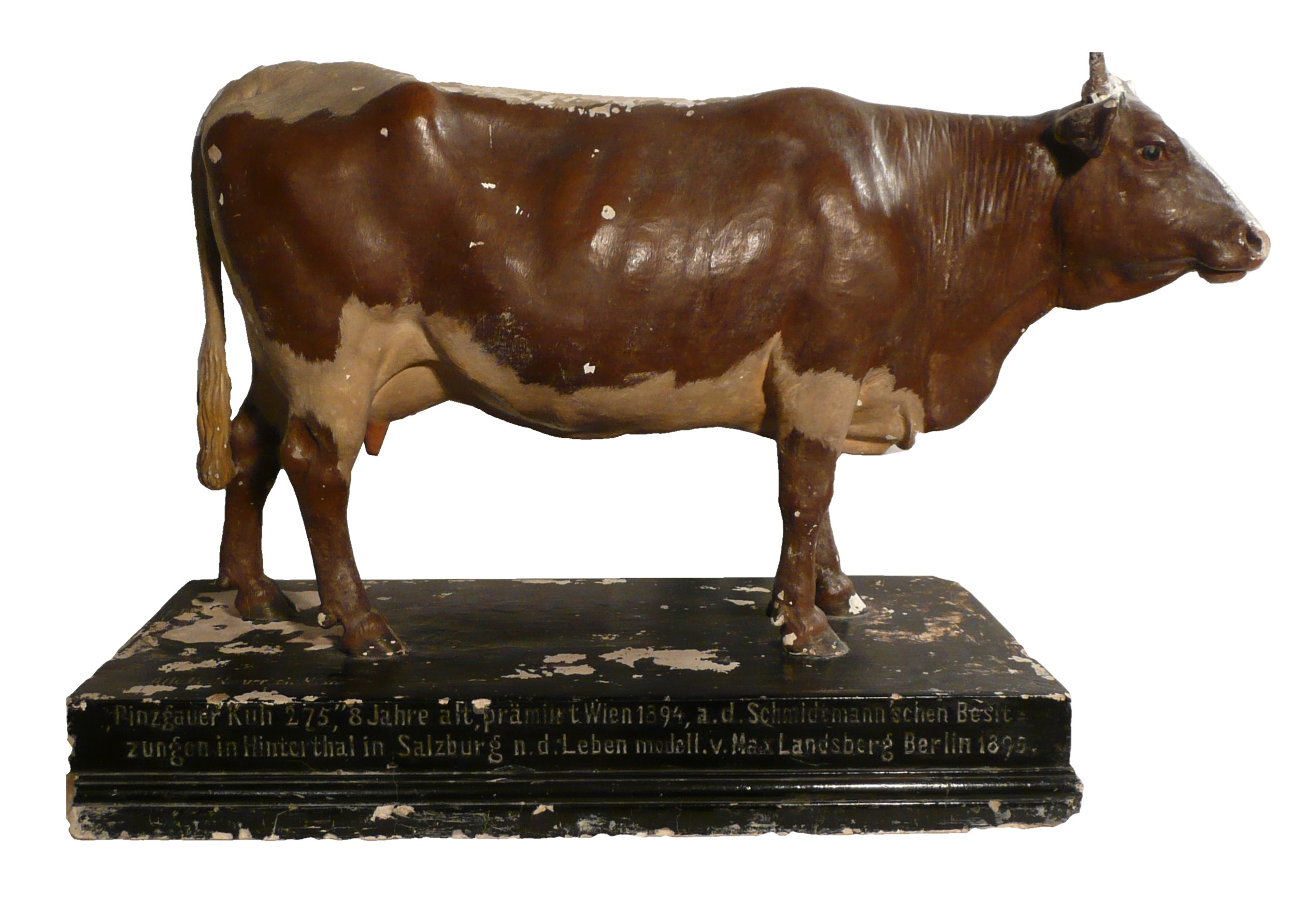
Pinzgauer Kuh (1895)

Max Landsberg (* 11. Juli 1850 in Rawitsch, Provinz Posen; † 16. August 1906 in Schmargendorf bei Berlin) war ein deutscher Bildhauer.

## Leben
Seine Kindheit verbrachte Landsberg in Rawitsch. 1857 siedelte die Familie nach Breslau um, wo er zwei Jahre an der Königlichen Bauschule studierte.
Von 1872 bis 1875 studierte Max Landsberg mit einem Stipendium an der Kunstakademie Berlin. 1875 erhielt er den Michael-Beer-Preis, der ihm einen einjährigen Studienaufenthalt in Italien ermöglichte, den er 1876/77 absolvierte.
Landsberg beschäftigte sich nach seiner Rückkehr nach Berlin auf Anregung des Rektors der Berliner Landwirtschaftlichen Hochschule, Geheimrat Hermann Settegast, mit anatomischen Zeichnungen und der Herstellung von Statuetten von Nutztieren wie Kühen, Pferden, Schafen.
Weitere Arbeiten fertigte er für Hans Friedenthal, den Leiter der Arbeitsstätte für Menschheitskunde an der Berliner Universität. Bis circa 1900 arbeitete er in seinem Atelier im Haus Luisenstraße 21 in Berlin-Mitte.
Die Katholieke Universiteit Leuven in Belgien bewahrt in ihrem Depot etwa 150 Figurinen aus Gips, die von Max Landsberg zwischen 1881 und 1906 verwirklicht wurden. Sie gehörten dem Fachbereich Agrarwissenschaften und wurden für die Kurse in Tieranatomie und Tierzuchtlehre benutzt.
Sein Grab befindet sich auf dem Jüdischen Friedhof Berlin-Weißensee, im Feld U².

## Werke

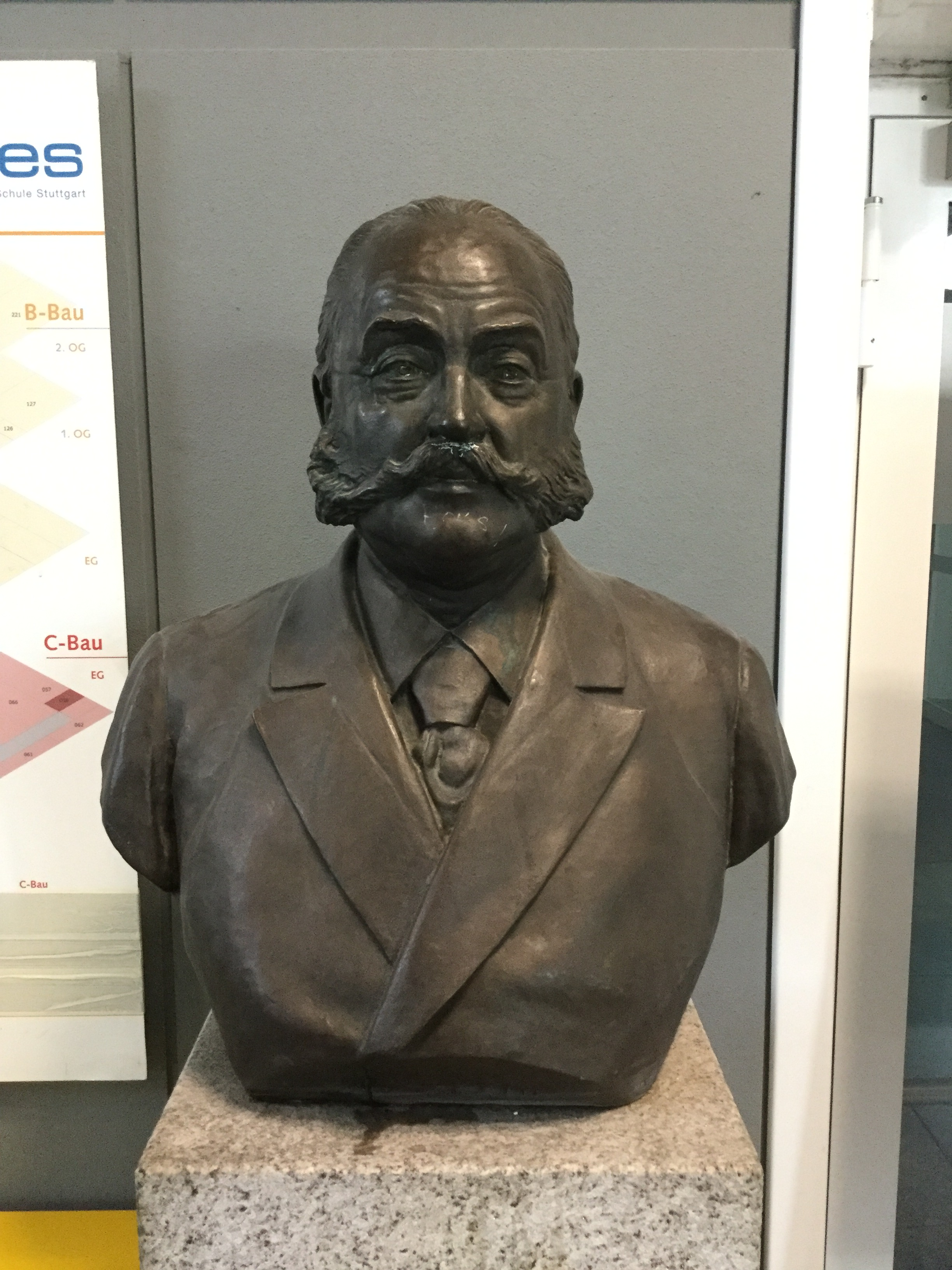
Portraitbüste Max Eyth im Foyer der Max-Eyth-Schule Stuttgart (1896)

- Porträtbüste des Malers Gustav Schauer

- 1881, Inschrift: Scheinfelder Race Representant der lichtfarbigen Bergracen. unter Leitung des Geh. Reg. Rath Prof. Dr. SETTEGAST nach einer original Kuh aus dem Stalle der kgl. Thierarzeischule zu Berlin model.v.Max Landsberg (1/6 natl. Grösse)   Bestand aus der Porzellanfabrik Fasold und Stauch, Bock & Teich Landkreis Saalfeld Thüringen
- 1881, Inschrift: Simmenthalerkuh, nach einer Original-Kuh aus dem Stalle der Kgl. Thierarzneischule zu Berlin model. v. Max Landsberg. 1881, 30 × 39 × 17 cm.
- 1882, modellierte Max Landsberg eine Portraitbüste vom Komponist Robert Julius Franz
- 1883, Inschrift: Jersey-Kuh, Alle Rechte vorbehalten, Nach einem von Herrn Wäppermann in Weddelbrok-Holstein aus England importirten Original modellirt Max Landsberg. Berlin. 1883.
- 1885, Inschrift: Demonstration-Modell zur Veranschaulichung der Fehler im Bauwarmbl tiger Pferderassen. Unter Leitung des Geheimen Regierungsrats Herrn Professor Dr. Settegast nach lebenden Individuen modelliert von Max Landsberg, Berlin 1885. 1/6 nat: Groesse. Max Landsberg. fec: Berlin 1885
- 1886, Bronzedogge, 40 × 36 cm, mit Inschrift: „Tyras“ deutsche Dogge im Besitz Seiner Durchlaucht des Fürsten Bismarck Nach dem Leben modelliert, von Max Landsberg, Berlin 1886,40 × 36 cm.
- 1888 Wandrelief mit Schafherde. Eisenguss, bronzefarben brüniert. Rückseitig bez. „Max Landsberg fec: Berlin. 1888.“ Große runde Wandplakette mit profiliertem Rand. Darstellung einer Wildschaf-Herde auf der Wiese vor einem Haus
- 1891, 45 × 41 × 15 cm, Inschrift: Glöcknerin englische Vollblutstute, auf dem Kgl. Preussischen Hauptgestüt in Graditz modelliert von Max Landsberg Berlin 1891
- 1892, Inschrift: 1/6 Groesse, Alle Rechte vorbehalten, Simmenthaler Stier aus den Stalle der Königl. thierärztlichen Hochschule in Berlin modellirt v. Max Landsberg. 1892.
- 1893, Inschrift: 1/6 natl, Grosse. Alle Rechte Vorbehalten Berühmter Deckhengst „Dennig Allen“ Morgan Traber, auf der Farm des Mr. Joseph Battell in Middlebury-Vermont-modellirt 1893. von Max Landsberg, Berlin. Prämiiert in der Weltausstellung in Chicago.-Nach d. Leben mod.
- 1895, 47 × 30 × 18 cm, Inschrift: Prinzgauer Kuh 275", 8 Jahre alt, prämiirt Wien 1894, a. d. Schmidtmann'schen Besit=zungen in Hinterthal in Salzburg n. d. Leben modell. v. Max Ladsberg Berlin 1895. (1/6 natl. Grösse.)
- 1896, Portraitbüste des Schriftstellers Max Eyth im Foyer der Max Eyth Schule Stuttgart
- Das Haarkleid des Menschen, Ein Beitrag zur Physiologie der Behaarung. Beiträge zur Naturgeschichte des Menschen, Jena, Gustav Fischer, 1908, mit farbigen Tafeln des Kunstmalers Max Landsberg
- Portraitbüste des Agrarwissenschaftlers Julius Kühn in Halle an der Saale (ausgestellt in der Jubiläums-Ausstellung der Akademie der Künste 1886)